# منارة رأس تنس
منارة رأس تنس هي عبارة عن منارة هبوط يقع ليست بعيدًا عن ميناء تنس شرقًا،، عند سفح جبل سيدي مروان. بُنيت عام 1861، وهي أقدم منارة في الجزائر .

## تاريخ

### عموميات
وُضع عدد قليل من الفوانيس البدائية النادرة بالقرب من الملاجئ التي كانت بمثابة ملجأ للمراكب البربرية؛ مثل الفانوس العادي الموجود على البرج العالي في حصن الصخرة. منذ السنوات الأولى للإحتلال الفرنسي، رُكبت شعلات أكثر كفاءة في أكثر النقاط المميزة. وهكذا في عام 1834، قام الفرنسيون بتركيب جهاز بدلاً من فانوس الجزائر العاصمة والذي يتكون من ضوء ثابت يعلوه تاج دوار يحمل 8 مصابيح مع عاكسات مرتبة لإنتاج ضوء كسوف لمدة 30 ثانية. في 30 ثانية.
التقرير الرسمي الأول الذي يتناول إنارة السواحل الجزائرية هو تقرير اللجنة البحرية الجزائرية لعام 1843 الذي يضع تقريراً كاملاً «عن التحسينات التي يجب إجراؤها على الأضواء الموجودة (الجديدة في ذلك الوقت)، للأضواء التي سيتم إنشاؤها. على الفور، يجب إشعال الشعلات بعد ذلك». نفذ على مدار عدة سنوات، مع التعديلات التي فرضها التقدم التقني وتطور الملاحة، والتي قررت لجنة المنارة لعام 1861 أهمها.
عُدلت الأجهزة بشكل دوري بين عامي 1860 و 1900. كان أبرز هذه التحسينات هو استبدال الزيت المعدني بالزيت النباتي في عام 1881 بعد ذلك، من خلال استخدام بعض شعلات المصابيح عند مستوى ثابت. في عام 1902، وُضع برنامج جديد لتحسين الإضاءة الساحلية من خلال إنشاء لجنة بحرية خاصة تبنت برنامجًا للإنجازات يوفر، من بين أمور أخرى، استبدال الأضواء الثابتة الموجودة عن طريق وميض الأضواء الغامضة مع أو بدون قطاعات زاهية الألوان. البرنامج الذي نُفذ بالكامل من 1904 إلى 1908 باستثناء الرصيف الشمالي لميناء الجزائر. في عام 1924 تابع كبير المهندسين لخدمة المنارة المركزية كهربة الأضواء الرئيسية وأضواء الموانئ منذ البعثة العلمية إلى الجزائر.
بالإضافة إلى ذلك، شُغلت أربعة أجهزة راديوية ؛ في منارة الأميرالية بالجزائر العاصمة (1931)، في رأس الإبرة (1938)، في رأس كاكسين (1938) وفي رأس ماتيفو (1942). كما خططت الخدمات الفنية لإنشاء أربعة مبانٍ إضافية في غضون فترة زمنية قصيرة في رأس تنس، ورأس بنقوت، ورأس بوقارون، ورأس العسة.

### تاريخ المنارة
بُنيت منارة رأس تنس في عام 1861.

## مميزات
بنيت المنارة في الطرف الغربي من رأس تنس. يتم الوصول إليها عبر طريق متعرج على بُعد 15 كم شرق مدينة تنس.
المنارة عبارة عن برج مربع مبني بالحجر بارتفاع 31,50 م. توجد سلاسل ركنية من الحجر المكشوف على مبنى مستطيل الشكل على شكل حرف H يتكون من ثلاث سكنات وغرفة لإقامة الموظفين العابرين.يوجد في البرج فانوس.
ترتفع المنارة إلى 94,50 م من مستوى سطح البحر. يهيمن عليها السمافور الواقع على ارتفاع بضع مئات من الأمتار، والذي بُني عام 1903 وتحتله اليوم البحرية الجزائرية، وبواسطة مركز بصري يعود تاريخه إلى عام 1892. بني المركز البصري على إرتفاع 590 م بينما يرتفع الرأس إلى 642 م مما يتيح التواصل مع شنوة في طقس صافٍ.
المنارة هي فنارهبوط من الدرجة الأولى مزود بضوء أبيض بوميضين في 10 ثوان ، بمدى 29 ميلا بحريا ، أي ما يقرب من 54 كم ويسيطر على كامل الجزء الغربي من ساحل ولاية الشلف.

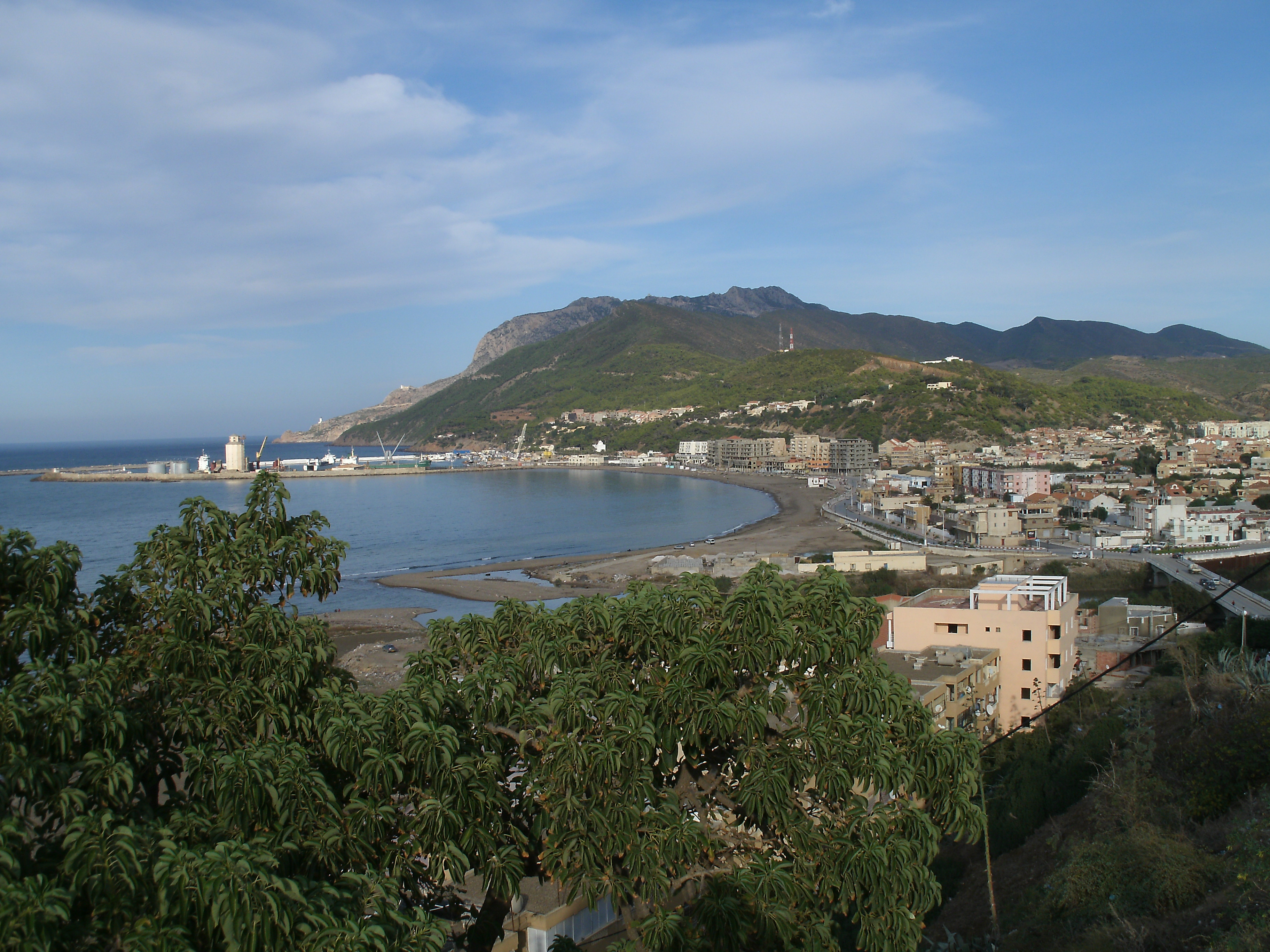
موقع منارة تينس

## روابط خارجية
- موقع الديوان الوطني للإشارات البحرية